# Zygorhiza kochii
Lo zigoriza (Zygorhiza kochii) è un cetaceo estinto appartenente agli archeoceti. Visse nel tardo Eocene (circa 40 milioni di anni fa) e i suoi resti sono stati ritrovati sulla costa atlantica degli Stati Uniti.

## Descrizione
Simile al ben noto Basilosaurus, questo animale possedeva un corpo allungato e zampe già trasformate in pinne, come negli odierni cetacei. Le pinne, in ogni caso, possedevano ancora un'articolazione del gomito che permetteva un movimento simile a quello dei mammiferi terrestri, mentre le zampe posteriori erano ridotte a semplici moncherini. Lo zigoriza era dotato di un collo caratterizzato da sette vertebre, al contrario dei cetacei odierni, e ben distinto dal corpo. Le proporzioni corporee erano più simili a quelle dei delfini rispetto a quelle di Basilosaurus, dal corpo serpentiforme. Il cranio dello zigoriza era lungo circa un metro, e l'intero animale poteva raggiungere i sei metri di lunghezza.

## Classificazione
Lo zigoriza è un tipico esempio di archeocete, il gruppo più primitivo di cetacei. Viene classificato all'interno della famiglia dei basilosauridi (Basilosauridae), che comprendeva anche giganti lunghi oltre 20 metri come Basilosaurus; i suoi parenti più stretti sono considerati i dorudontini (Dorudontinae), più piccoli e specializzati. Il nome Zygorhiza significa “radice a giogo”, a causa della forma peculiare dei denti.

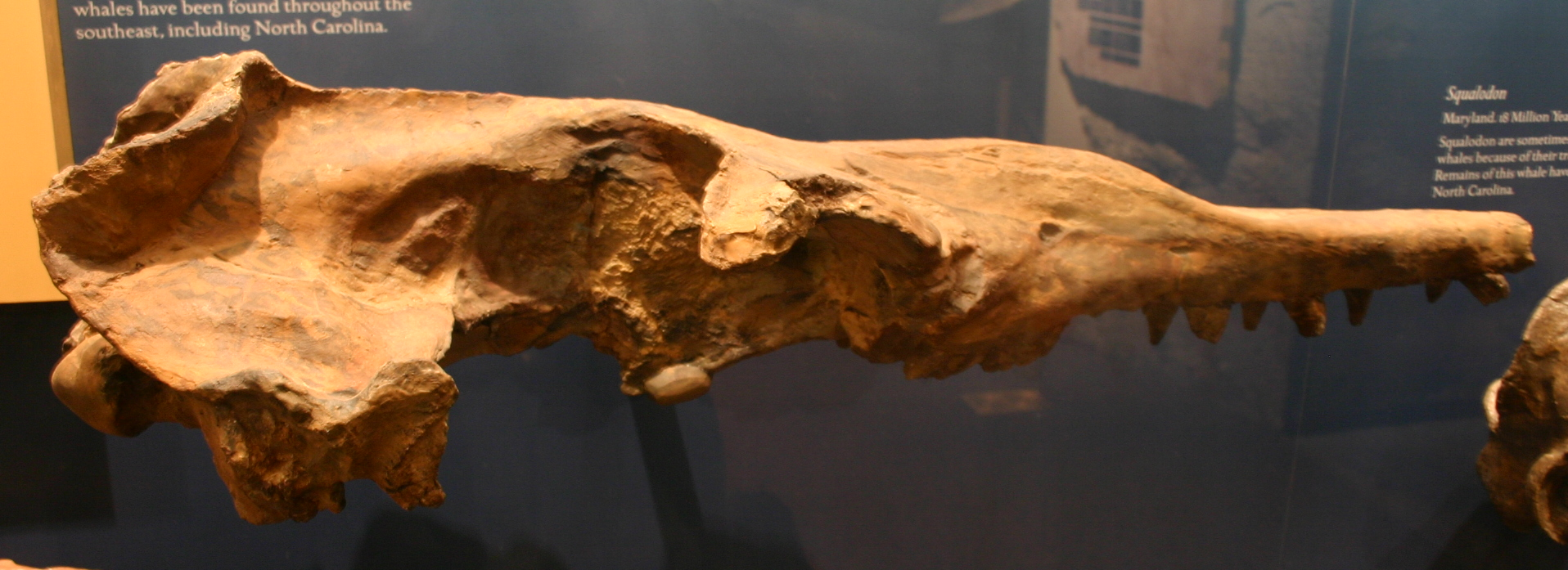
Cranio di Zygorhiza kochii

## Stile di vita
Lo zigoriza era senza dubbio un importante predatore del suo habitat; è probabile che cacciasse pesci, che inseguiva grazie alla forma idrodinamica del corpo. Questo animale condivideva l'ambiente con un altro cetaceo primitivo, il ben più grosso Basilosaurus, ed è probabile che fosse predato a sua volta da questo gigante.

## Fossile di stato
Zygorhiza kochii è il fossile ufficiale dello Stato del Mississippi. L'esemplare montato nel museo di storia naturale di Jackson è comunemente soprannominato “Ziggy”.